# أنطوان غالان
أنطوان غالان (بالفرنسية: Antoine Galland)‏ (1646 - 1715 م) هو مستشرق فرنسي.
يشتهر بترجمته لكتاب ألف ليلة وليلة, ظهرت في اثني عشر مجلداً من 1704 إلى 1717، لكن قيل أنه أضاف بعض القصص التي لم تكن في النصوص الأصلية.
ترجم أيضا «حكايات وخرافات هندية لبيدبا وللقمان» ـ استناداً إلى ترجمة تركية (1724، في مجلدين).

## روابط خارجية
- أنطوان غالان على موقع الموسوعة البريطانية (الإنجليزية)
- أنطوان غالان على موقع ميوزك برينز (الإنجليزية)
- أنطوان غالان على موقع ديسكوغز (الإنجليزية)